# フェルナンド・コーマ
フェルナンド・コーマ（fernando coma、1950年9月30日 - ）スペイン・カタルーニャ出身の画家。美術学校在学中（1968年当時）まだ珍しかったコミックアートにて多額の資金を得るが、寒いのが苦手という理由から、単身メキシコに旅立つといった数々の奇行や逸話がある。